# South Cadbury and Sutton Montis
South Cadbury and Sutton Montis är en civil parish i kommunen Somerset i Storbritannien.   Den ligger i riksdelen England, i den södra delen av landet, 180 km väster om huvudstaden London. Orten har 284 invånare (2011).